# ハナウド属
ハナウド属（ハナウドぞく、学名：Heracleum、和名漢字表記：花独活属）はセリ科の属の一つ。

## 特徴
越年草または多年草で、すべてが一稔性草。根も茎も太く、茎は中空になる。葉は3出葉または羽状複葉になり、ふつう厚くない。花は大きな複散形花序になり、頂生するものは両性で実り、側性のものは雄性で実らないものが多い。花弁は白色になり、花序の外側の1花弁が大きく、2深裂する。果実は平たく、油管は分果の途中で切れ、表面側の各背溝下に1個、分果が接しあう合生面に2個ある。
ユーラシア、北アメリカ、北アフリカに広く分布し、約70種が知られている。一部は薬草やスパイスとして用いられるが、コーカサス原産のジャイアント・ホグウィード (H. mantegazzianum) は樹液が皮膚に触れると重篤な光線過敏を引き起こすため恐れられている。日本では2種が分布する。

## 日本の種
- ハナウド Heracleum sphondylium L. var. nipponicum (Kitag.) H.Ohba（シノニム：Heracleum nipponicum Kitag.） -本州の関東地方以西、四国、九州に分布。
  - ツルギハナウド Heracleum sphondylium L. var. turugisanense (Honda) H.Ohba（シノニム：Heracleum moellendorffii Hance var. turugisanense (Honda) Ohwi） -四国の剣山などの高山に分布。絶滅危惧II類(VU)。
- オオハナウド Heracleum lanatum Michx. var. lanatum （シノニム：Heracleum dulce Fisch.）-北海道、本州の近畿地方以北に分布。
  - ホソバハナウド Heracleum lanatum Michx. subsp. akasimontanum (Koidz.) Kitam. （シノニム：Heracleum dulce Fisch. var. akasimontanum (Koidz.) Kitag.） -南アルプスに特産。絶滅危惧IB類(EN)。

## ギャラリー
- ハナウド
- オオハナウド
- ジャイアント・ホグウィード